# Међународни дан пива
Међународни дан пива се прославља првог петка у августу а основао га је Џеси Авшаломов 2007. године у Санта Крузу у Калифорнији. Од свог почетка, Међународни дан пива прерастао је из малог локалног догађаја у западним Сједињеним Државама у светску прославу која обухвата 207 градова, 80 земаља и 6 континената. Конкретно, Међународни дан пива има три декларисане сврхе:
1. Окупити се са пријатељима и уживати у укусу пива.
2. Прославити произвођаче и услужне делатности пива.
3. Ујединити свет под заставом пива, славећи заједно пива свих народа у једном дану.[3]

## Прослава
Учесници се подстичу да једни другима дају "поклон пиво" куповином једни другима пића, као и да изразе захвалност пиварима, барменима и другим пивским техничарима. У међународном духу празника, такође се предлаже да учесници изађу из своје домаће/локално произведене зоне комфора и пробају пиво из других култура.

## Популарност
Популарни облици догађаја Међународног дана пива укључују: точење нових или ретких пива, целодневне срећне сате (снижене цене), вечери са тривијалностима, опијање и друге игре, упаривање пива/хране и поклањање пивске опреме.

## Промена датума
Од 2007. до 2012. године, Међународни дан пива обележавао се 5. августа. Након Међународног дана пива 2012, оснивачи су спровели анкету међу обожаваоцима и одлучили да празник помере на први петак у августу.